# Monomorium longiceps
Monomorium longiceps is een mierensoort uit de onderfamilie van de Myrmicinae. De wetenschappelijke naam van de soort is voor het eerst geldig gepubliceerd in 1934 door Wheeler, W.M..